# Worcester Reed Warner
Worcester Reed Warner (16 de mayo de 1846 – 25 de junio de 1929) fue un ingeniero mecánico estadounidense. Empresario, aficionado a la astronomía y filántropo, fundó con Ambrose Swasey la Warner & Swasey Company, empresa dedicada a la fabricación de máquinas herramienta y también de instrumental astronómico.

## Biografía

### Vida y carrera
Warner nació cerca de Cummington (Massachusetts). Conoció a Ambrose Swasey en la empresa Exeter Machine Works. Tras finalizar su aprendizaje en 1870, ambos se incorporaron a la compañía Pratt & Whitney en Hartford (Connecticut).
En 1880 fundó un empresa dedicada a fabricar máquinas con Ambrose Swasey. La empresa, Warner & Swasey, estuvo inicialmente localizada en Chicago, pero poco tiempo después se trasladó a Cleveland. Worcester Warner diseñaría el telescopio refractor de 36 pulgadas, instalado en el Observatorio Lick en 1888. Posteriormente construyó telescopios que se utilizaron en Canadá y Argentina.

### Otras actividades
Warner era miembro fundador de la Sociedad Americana de Ingenieros Mecánicos (ASME), y entre 1897 y 1898 fue el 16º presidente de la sociedad (Ambrose Swasey posteriormemte serviría como 23º presidente). En 1900, la empresa se constituyó con el nombre de Warner & Swasey Company. Warner pasó a presidir el consejo de la nueva sociedad,y se retiró en 1911.

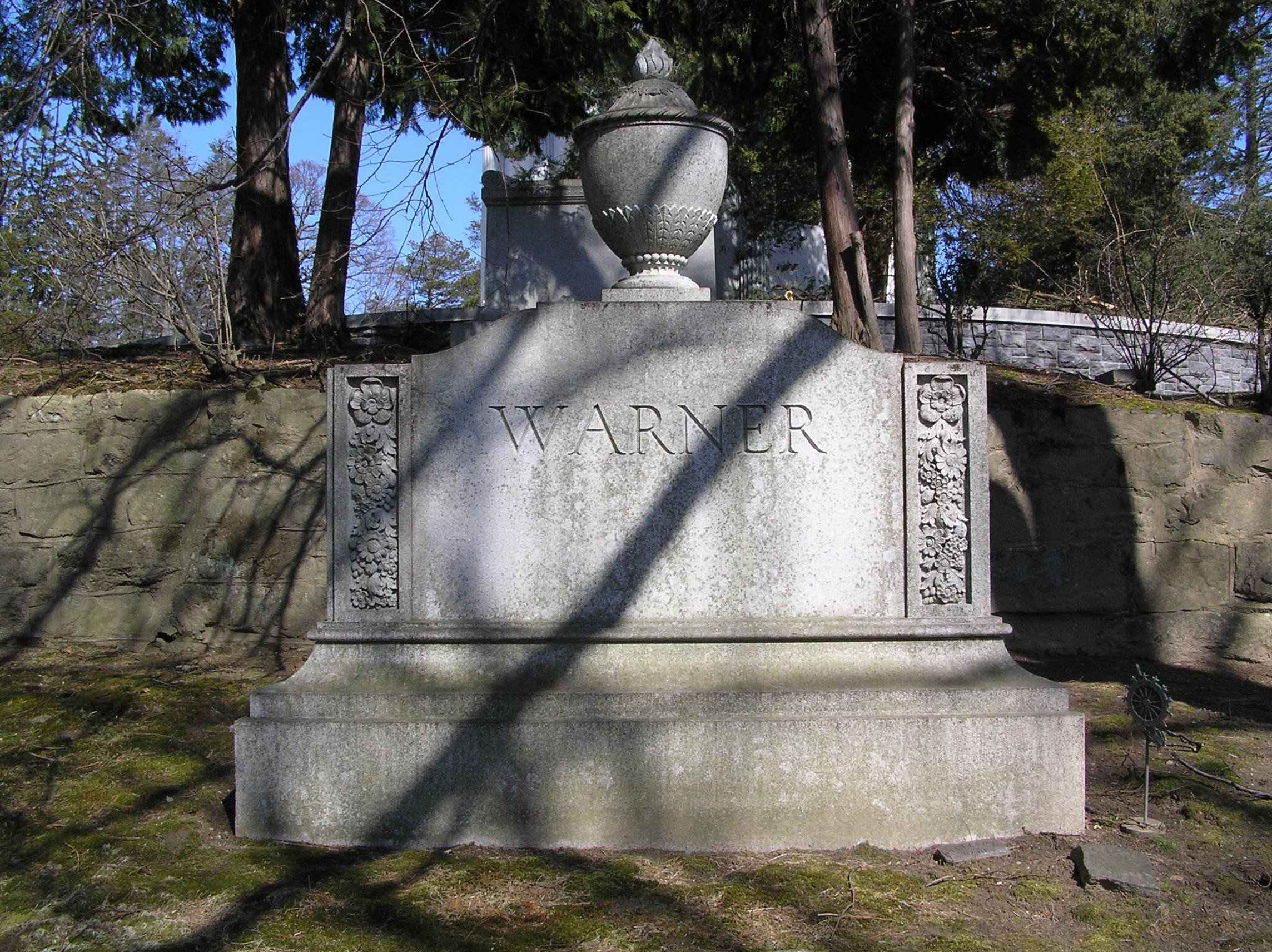
Sepultura de Worcester Reed Warner

### Muerte
Warner murió en la ciudad de Eisenach, en Sajonia-Weimar (Alemania), y está enterrado en el Cementerio de Sleepy Hollow, Nueva York.

## Eponimia
- Tanto Warner como Ambrose Swasey fueron fideicomisarios de la Escuela Case de Ciencia Aplicada. Dado el interés de ambos por la astronomía, donaron a la escuela un observatorio completo, origen del Observatorio Warner y Swasey, que les fue dedicado en 1920.
- El Edificio Warner en la Universidad Case Western Reserve alberga el Laboratorio Worcester Reed Warner, nombrado así en su honor. La construcción de este edificio fue financiada en parte por Worcester Warner.
- El cráter lunar Warner lleva este nombre en su memoria.[4]

## Medalla Worcester Reed Warner
La Medalla Worcester Reed Warner es otorgada por la ASME para premiar  "contribuciones excepcionales a la permanencia de la literatura de la ingeniería". Se estableció por legado en 1930. Algunos de los premiados son:
- 1933: Dexter S. Kimball
- 1934: Ralph Flanders
- 1935: Stephen Timoshenko
- 1943: Ígor Sikorski
- 1945: Joseph Juran
- 1947: Arpad L. Nadai
- 1949: Fred B. Seely
- 1951: Jacob Pieter Den Hartog
- 1954: Joseph Henry Keenan
- 1956: James Keith Louden[6]
- 1960: Lloyd H. Donnell
- 1965: Ascher H. Shapiro
- 1967: Nicholas J. Hoff
- 1969: Hans W. Liepmann
- 1970: Wilhelm Flügge
- 1971: Stephen H. Crandall
- 1975: Philip G. Hodge, Jr.
- 1979: Darle W. Dudley
- 1980: Yuan-Cheng Fung
- 1990: J. Tinsley Oden
- 1999: Yogesh Jaluria
- 2007: Portonovo Ayyaswamy